# عملية الفارس
عملية الفارس هي سلسلة من التجارب النووية التي أجرتها الولايات المتحدة تتكون من 14 تجربة نووية أجريت بين عامي 1986-1987. سبقت هذه الاختبارات سلسلة عملية سائق العربة وتلتها سلسلة عملية المحك.